# 절뒤길
절뒤길은 경상북도 안동시 풍산읍 괴정리에 있는 도로로, 총 연장은 690m이다. 도로명은 1500년경 절이 있어 후사(後寺) 또는 뒷절이라는 옛 지명을 반영하여 부여되었다.

## 역사
- 2009년 10월 27일 : 도로명으로 절뒤길을 고시

## 주요 경유지
- 안동시
  - 풍산읍 (괴정리)

## 접촉하는 도로
- 산업단지3길
- 풍산공단길
- 산업단지7길

## 주변 시설
- 신화콘크리트 (절뒤길 15/괴정리 235)
- 조비 (절뒤길 18/괴정리 239)
- 동방산업가스 (절뒤길 34/괴정리 236)
- 배광산업 (절뒤길 49/괴정리 203)
- 오케이에프 (절뒤길 52/괴정리 231)
- 라성에너지 (절뒤길 53/괴정리 202-2)
- 현무 (절뒤길 59/괴정리 202-3)